# ビル・ドレイトン
ウィリアム（ビル）・ドレイトン（William "Bill" Drayton、1943年 - ）は、アメリカ合衆国の社会起業家。社会起業家育成支援非営利組織「アショカ」創設者。
Social work（福祉）の目的と、Business Entrepreneurship（起業）の戦略性やアプローチを組み合わせた、Social Entrepreneurship（社会起業家精神）という概念を作ったとされる。彼の定義するsocial entrepreneurshipとは、社会問題の根本的な原因にアプローチし、問題を生み出している仕組みそのものを変えようとするsystems changeのことである。Forbes誌では"the godfather of social entrepreneurs"と称されている。

## 略歴
- 1943年 - オーストラリア移民の母、アメリカ人探検家の父のもとに、ニューヨーク市で誕生[2]。
- 1965年 - フィリップス・アカデミーで学んだ後、ハーバード大学で学位取得。
- 1967年 - オックスフォード大学、ベリオール・カレッジ修士号取得。
- 1970年 - イェール大学ロースクール法学博士（JD）。
  - 約10年間、マッキンゼー・アンド・カンパニー勤務[3]。
  - ジミー・カーター政権アメリカ合衆国環境保護庁長官アシスタント就任時、「排出権取引」を立ち上げる。
  - ハーバード大学、スタンフォード大学客員教授[4]。
  - マッカーサー・フェロー選出[5]。
- 2011年 - アストゥリアス皇太子賞国際協力部門受賞。